# 이광연 (한의사)
이광연(1964년 7월 20일 ~ )은 대한민국의 한의사이며, 이광연한의원의 원장이다.

## 논문

### 한의학박사 학위 논문
- 枸杞地黃湯의 기억력 증진 및 항치매효과와 대뇌 중격-해마계의 ChAT와 AchE 활성에 미치는 영향, 2005년, 경희대학교 한의과대학 대학원, 지도교수 홍무창

### 의학박사 학위 논문
- 마우스와 rat glioma C6 cell에서의 Toxoplasma gondii감염에 의한 생존력과 STAT signal에 관한 연구, 2008년, 경희대학교 의과대학 대학원, 지도교수 주종필

## 유튜브
전체 링크
가슴 두근거림(심계항진) / 갑상선 기능 항진증 / 자율신경실조증 / 불안장애 / 매핵기 / 화병 / 스트레스

가을 건강 약차

간과 한약 / 한약 먹을 때 주의 음식, 잘못된 상식 / 한약 보약의 효능 ,복용방법

간기능과 간수치 / 지방간

갈증 해소법 / 물 마시기

감기 / 오과차

갑상선이란 / 갑상선 기능 저하증 / 갑상선 기능 항진증 / 가슴 두근거림(심계항진) 

갱년기 - 남성 갱년기 / 갱년기 - 여성갱년기 / 자율신경실조증

거북목 증후군

건망증 / 치매 

경기, 경련

경락과 경혈

경옥고 / 공진단 / 우황청심원

고지혈증 / 고지혈증 Q&A / 고지혈증과 음식

고혈압이란 / 고혈압의 증상과 합병증 / 고혈압 예방․관리를 위한 생활요법 / 고혈압 환자에게 좋은 음식물 / 고혈압에 좋은 지압요법 / 고혈압에 좋은 한방차 요법 / 고혈압 Q & A

골다공증

공진단 경옥고 / 우황청심원

공황장애(panic disorder) / 미주신경성 실신 / 자율신경실조증 / 불안장애 / 가슴 두근거림(심계항진)

과민성 대장 증후군 / 설사 / 변비

과민성 방광 / 방광염

구내염 / 베체트병

구안와사/안면신경마비 / 안면경련

근육통 / 쥐내림 / 손발저림

기침/가래 / 천식

기허증 / 혈허증 / 만성피로증후군

낭습 / 다한증 / 땀띠 / 안면다한증 / 수족 다한증 

냉방병 / 여름나기

뇌졸중-중풍 / 중풍 위험인자와 예방법 / 중풍 전조증상 / 중풍이 왔을 때 응급조치 요령

눈의 피로

다낭성 난소 증후군 / 불임/난임 / 불임 - 남성 - 오자연종환 /불임 - 여성 - 조경종옥탕

다한증 / 낭습 / 땀띠 / 안면다한증 / 수족 다한증

담배

담적 / 식체 / 소화불량 / 식적 / 식곤증 / 소화성 궤양 - 위궤양 - 십이지장 궤양 / 위염

<< 당뇨병 >>

당뇨병의 정의, 원인, 종류, 증상

당뇨 수치와 당화혈색소

당뇨병의 합병증

당뇨병의 치료 - 식사요법

당뇨병 치료의 운동요법

당뇨병에 좋은 음식

당뇨에 나쁜 식품

당뇨병에 좋은 한방차

대상포진

더위 타는 체질 / 생맥산과 제호탕

두드러기 / 피부묘기증

두전증 / 체머리 / 머리 흔들림

두통

땀띠 낭습 / 다한증 / 안면다한증 / 수족 다한증

뜸 / 침(針)요법

만성피로증후군 / 기허증 / 혈허증

매핵기 / 화병 /  스트레스 / 자율신경실조증 / 공황장애(panic disorder) / 가슴 두근거림(심계항진)

메니에르 증후군 / 빈혈 / 이석증 / 이명(耳鳴) 귀울림

면역력

모유 수유

몽유병

물 마시기 / 갈증 해소법

물사마귀

미주신경성 실신 / 자율신경실조증 / 공황장애(panic disorder)

방광염 / 과민성 방광

베체트병 / 구내염 

변비 / 설사 / 과민성 대장 증후군

부종 / 하지 종아리 부종

부항 요법

불면증

불안장애 / 매핵기 / 화병 /  스트레스 / 자율신경실조증 / 공황장애(panic disorder) / 가슴 두근거림(심계항진)

불임 - 남성 - 오자연종환

불임 - 여성 - 조경종옥탕

불임/난임

비만

빈혈 / 메니에르 증후군 / 이석증 / 혈허증

<< 사상체질 >> 

사상체질

사상체질 검사법

사상체질 공부법

사상체질과 체질에 맞는 음식과 차 요법

산후풍과 산후조리 / 유산 후 조리 / 입덧

살찌는 법 / 식욕부진

상열하한 / 음허화동

생리불순

생리전증후군

생리통

생맥산과 제호탕 / 더위 타는 체질

설사 / 과민성 대장 증후군 / 변비

설진 / 혀 건강

성장

성장통

소변색

<< 소아/어린이 >>

소아 두뇌 계발

소아 복통

소아 한약

야경증

야뇨증

야제증과 편안한 잠자리

어린이 밥상 보약

어린이 식욕부진

잠시도 집중하지 못해요

어린이 밥상 보약

어린이 식욕부진

신경질적인 아이

편도선이 자주 부어요

<< 소화 >>

소화성 궤양 - 위궤양 - 십이지장 궤양 / 위염 / 담적 / 식곤증 / 식적 / 식체 / 소화불량

손발저림 / 근육통 / 쥐내림

손톱과 건강

수전증 - 손떨림 / 두전증 / 체머리 / 머리 흔들림

수족 다한증 / 안면다한증 / 다한증 / 낭습 / 땀띠

수족냉증

수족번열

<< 수험생 >>

수험생 건강관리

수험생의 영양 음식

수험생의 집중력 부족과 총명탕

잠시도 집중하지 못해요

체질별 공부 방법과 건강하게 만드는 법

총명탕

술과 숙취

스트레스 / 가슴 두근거림(심계항진) / 갑상선 기능 항진증 / 자율신경실조증 / 불안장애 / 매핵기 / 화병 

식곤증

식욕부진 / 살찌는 법

식적 / 담적 / 식체 / 소화불량 / 식곤증 / 소화성 궤양 - 위궤양 - 십이지장 궤양 / 위염

식체 / 소화불량

신경질적인 아이

십전대보탕

아토피 피부염

안구건조증

안면경련 / 구안와사/안면신경마비

안면다한증 / 다한증 / 낭습 / 땀띠 / 수족 다한증

안면홍조

안색과 건강

알레르기 비염 / 코피 / 축농증

야간 빈뇨 / 전립선 질환
어혈

여드름

<< 여름철 건강 >>

여름 배앓이, 소화기 장애

여름과일

여름나기

여름철 무기력증

여름철 보양식

열대야

냉방병

역류성 식도염 / 위염 / 소화성 궤양 - 위궤양 - 십이지장 궤양

역사 속의 정력 식품

열대야

오과차 / 기침/가래 / 감기

올바른 냉찜질 온찜질 파스 사용법 / 근육통 / 쥐내림

우울증 / 자율신경실조증 / 화병 / 스트레스

우황청심원 / 경옥고 / 공진단 

위염 / 위하수증 / 위무력증 / 소화성 궤양 - 위궤양 - 십이지장 궤양 / 역류성 식도염 / 담적

유산 후 조리 / 산후풍과 산후조리 / 입덧

음허화동 / 상열하한

이명(耳鳴) 귀울림 / 이석증 / 메니에르 증후군

이침 요법

인삼/홍삼

입냄새/구취

입덧 / 산후풍과 산후조리 / 유산 후 조리

자율신경실조증 / 공황장애(panic disorder) / 미주신경성 실신 / 불안장애 / 가슴 두근거림(심계항진)

잠시도 집중하지 못해요

장마철 건강관리

저혈압 / 고혈압이란

전립선 질환 / 야간 빈뇨

<< 정력 >>

정력과 발기부전

정력 - 당뇨와 발기부전

정력 - 오자연종환

정력 - 음경과 고환 마사지

정력 부족 향기요법(아로마 테라피)

정력 지압과 마사지

정력에 도움이 되는 영양소와 음식

정력에 도움이 되는 한방 약재와 차

지방과 정력

한의학의 발기부전

족저근막염

주의력 결핍 과잉행동 장애(ADHD) / 잠시도 집중하지 못해요

<< 중풍 >>

뇌졸중-중풍 

중풍 위험인자와 예방법

중풍 전조증상

중풍이 왔을 때 응급조치 요령

지방간 / 지방과 정력

지압 요법

진전증 - 수전증 / 파킨슨 병 / 두전증 / 체머리 / 머리 흔들림

천식 / 기침/가래

체온과 건강 

축농증 / 알레르기 비염 / 코피

춘곤증

치매 / 건망증

침(針)요법 / 부항 요법 / 침(針)요법 / 이침 요법

코피 / 축농증 / 알레르기 비염

탈모

통풍

틱장애

파킨슨 병 / 진전증 - 수전증 / 두전증 / 체머리 / 머리 흔들림

편도선이 자주 부어요

피부 가려움

피부건조증

피부묘기증 / 두드러기

하복부 냉증

하지 종아리 부종

하지불안증후군

<< 한약 >>

한약 먹을 때 주의 음식, 잘못된 상식

한약 보약의 효능 ,복용방법

한약에 대한 궁금증

공진단 경옥고 / 우황청심원

허약 체질

혈액 순환

혈허증 / 기허증 / 만성피로증후군

화병 / 스트레스 / 매핵기 / 자율신경실조증

## 질병정보

### 어린이 질병정보
가. 밥상보약

가. 보약(한약)

가. 필수영양소

감기

경기, 간질

고열

구토

기침

눈건강

다리통증

단백뇨

두뇌계발

두드러기

땀(다한증)

땀띠

모유수유

몽유병

물사마귀

변비

복통

비만

빈혈

설사

성장

식욕부진

신경질적인 아이

아토피

알러지성비염

야경증

야뇨증

야제증

열성경련

저신장

주의력 결핍과 과잉행동장애

집중력

천식

축농증

코피

틱장애

편도선

피곤

허약체질

### 수험생 질병정보
가. 사상체질감별

가. 체질별 공부법

가. 총명차

가. 총명탕

감기

건망증

과민성 방광

과민성대장증후군

냉. 대하

눈 건강관리

두통

만성피로증후군

방광염

변비

부종

불면증

불안,초조

빈혈

사상체질

생리불순

생리전 증후군

생리통

소화불량

스트레스

식욕부진

식체

아토피

알러지성 비염

어깨결림

어지럼증

여드름

영양 - 수험생 영양관리 수칙

요통

저신장

집중력부족

척추측만증

축농증

코피

항강증

### 여성 질병정보
골다공증

과민성대장증후군

과민성방광

기미

냉. 대하

명절증후군

방광염

변비

불임

산후우울증

산후조리

생리불순

생리전증후군

생리통

수족냉증

수족번열

요실금

유산증후군

임신

임신중독증

입덧

자율신경실조증

주부습진

폐경기와 갱년기 장애

화병

### 일반 질병정보
간과 한약

간염

감기

갑상선질환

갱년기장애

건강검진

결핵

경옥고

경추디스크

고지혈증

고혈압

골다공증

공진단

공황장애

과민성대장증후군

과민성방광증후군

관절염

구안와사

구취

근막동통증후군

금연

기미

기침, 가래

남성갱년기장애

냉대하

냉방병

뇌졸증

눈건강관리

다한증

단백뇨

담배

당뇨병

대상포진

대퇴골두무혈성괴사증

동맥경화

두드러기

두전증(체머리)

두통

류마티스관절

만성피로

메니에르병

명절증후군

무지외반증

반월판연골손상

발기부전

발뒤꿈치통증

발목염좌

방광염

방아쇠손가락

버거씨병

번조증

베체트병

변비

부종

불면증

불임

비만

비문증

빈혈

사상 체질별 공부법

사상체질

사상체질감별

산후조리

삼차신경통

새치와 흰머리

생리불순

생리전증후군

생리통

설사

소화불량

소화성궤양

손목염좌

손목터널증후군

손발저림

수면

수면무호흡증

수족냉증

수족번열

술

스트레스

식욕부진

식체

신부전

십자인대손상

아토피

안면경련

알러지성비염

알러지질환

어지럼증

여드름

여름철과일

여름타는병

오십견

요실금

요추디스크

요추염좌

요통

우울증

우황청심원

위암

위장질환

위하수와 위무력증

유산후유증

음주

이명

임신

입덧

자율신경실조증

잠잘자기

장마철 관절염

장마철건강관리

저신장증

저혈압

족저근막염

주부습진

중이염

지방간

진전증(떨림증)

척추관협착증

척추분리증

척추측만증

천식

축농증

춘곤증

측부인대손상

치매

코피

탈모증

턱관절장애

테니스엘보와 골프엘보

통풍

파킨슨병

폐질환

한방상식

항강증

혈뇨

화병

VDT증후군

## 방송 출연

### TV
SBS 살맛나는 세상

SBS 좋은 아침

KBS 1TV KBS 아침마당

KBS1 무엇이든 물어보세요

KBS1 TV쇼 진품명품

KBS2 굿모닝 대한민국 라이브

MBN 엄지의 제왕

MBN 한 번 더 체크타임

MBN 명사수

MBN 천기누설

TV조선 인생의 연장

OBS 경이로운 세상

OBS 백세불패

MBN 특집다큐H

채널A 백세 프로젝트 위대한 유산

MBN 골든타임 씨그날

JTBC 오늘 하루는 베푸는 베프

TV조선 굿모닝 정보세상

MBN 생생 정보마당

채널A 신대동여지도

SBS 살맛나는 오늘

KBS 아침이 좋다

TV조선 특집다큐

KBS 소비자리포트

MBN 해피라이프

채널A 김현욱의 굿모닝

TV조선 코리아헌터

TV조선 정보통 광화문 640

TV조선 황수경의 생활보감

TV조선 행복한 저녁

채널A 헬로굿맨

MBC 파워매거진

채널A 닥터지바고

MBN 리얼다큐 숨

TV조선 황금열쇠

KBS 알약톡톡2

MBC 리얼스토리 눈

연합뉴스 기업비사

MBN 헤이데이

MBN 고수의 비법 황금알

EBS 장수의 비밀

KBS 신년특집 의기양양하라

JTBC 꿀단지

EBS 장수의 비밀

KBS2 여유만만

KBS 사랑의 가족

MBC 기분 좋은 날

MBC 불만제로 UP

JTBC 뉴스맨

MBC 사람이 좋다

EBS 명사의 운동법

YTN SCIENCE

MBC 생방송 월화수목

MBN 생활의 재발견

MBC 백세건강 닥터스

MBC 푸드닥터

EBS 헬스 투데이

SBS 생활경제

MBC 한국의 맛 100선

KBS 싱싱 일요일

KBS 녹색충전 토요일

JTBC 별별랭킹쇼

육아방송 우리집 주치의

KBS 아침 뉴스타임

MBN 이제는 전원시대

OBS 정보쇼 베스트 70

MBC 에브리원 복불복 쇼

KBS 굿모닝 대한민국

SBS 출발, 모닝와이드

KBS 무한지대 Q

MBC 그린실버 고향이 좋다

SBS 생방송 투데이

KBS1TV 활력충전530

KBS1TV 9시 뉴스

OBS 건강버라이어티 樂

KBS 여성공감

EBS 60분 부모

SBS 모닝와이드

MBC 고향은 지금

KBS 행복한 오후

MBC 뷰티풀 라이프

KBS 세상의 아침

KBS 화제와 현장

MBC 경제 매거진

KBS 6시 내고향

EBS 알짜! 살림의 여왕

KBS 언제나 청춘

KBS 생로병사의 비밀

KBS 무엇이든 물어보세요

YTN TV 동의보감

CBS TV 노인대학

### 라디오
KBS 제3라디오 출발! 멋진 인생 이지연입니다

MBC 라디오 동의보감
KBS1라디오 이충헌의 라디오 주치의

KBS1라디오 싱싱 농수산 건강백세

KBS1라디오 건강플러스 이충헌입니다

CBS 표준FM 웰빙 다이어리

TBS 교통방송 장용의 4시를 잡아라

TBS 교통방송 김보빈의 상쾌한 아침

KBS2라디오 신바람 세상

TBS 교통방송 주말특급 김병훈입니다

TBS 교통방송 모닝매거진

## 잡지 / 칼럼
조선일보

강서양천신문

KBS 열린마당

전북일보

토요경제

글마루

강서지식비타민강서지식비타민

새마을회 건강칼럼

방화 지역신문

강서구청 강서꿈동산강서구청 강서꿈동산

CHIEF EXECUTIVE

쿠켄

한맛 한얼

천지일보

시사경제신문 한방 건강 칼럼

Ezgolf

i뉴스인

여행정론

코리아헤럴드

SK world

DYNASTY

CLub ACE

남부신문

현대미포조선 사보

## 저서 목록
- 우리 부부 행복한 아기 갖기

홈페이지에서 보기

- 올바른 산후조리, 산후풍 에방하기

홈페이지에서 보기

- 우리 아이 10cm 더 키우기

홈페이지에서 보기

```

```

- 총명하고 똘똘한 우리 아이 만들기

홈페이지에서 보기

```

```

- 튼튼하고 건강하게 우리 아이 키우기

홈페이지에서 보기

```

```

- 집중력을 2배 높이는 수험생 건강법

홈페이지에서 보기

```

```

- 성공을 좌우하는 직장인 건강법

홈페이지에서 보기

```

```

- 100세 어르신들의 건강보감

홈페이지에서 보기

```

```

- 성공한 CEO의 건강 이야기

홈페이지에서 보기

- 즐거운 명절, 명절증후군 해소법

홈페이지에서 보기

- 하늘의 천사 승무원의 건강 다이어리

홈페이지에서 보기

- 운전자의 건강보감

홈페이지에서 보기

- 날씬한 몸, 맑은 피부 이야기

홈페이지에서 보기

```

```

- 새로운 인생의 시작, 갱년기와 건강한 정력 이야기

홈페이지에서 보기

```

```

- 만병의 근원 스트레스와 화병, 만성피로 풀고 살기

홈페이지에서 보기

```

```

- 의사들도 무서워하는 중풍 한방으로 다스리기

홈페이지에서 보기

```

```

- 의사들도 무서워하는 치매 한방으로 다스리기

홈페이지에서 보기

```

```

- 입이 돌아갔어요! 안면신경마비 구안와사 치료법

홈페이지에서 보기

```

```

- 뒷목이 아프고 불편한 일자목과 거북목 증후군

홈페이지에서 보기

```

```

- 침묵의 살인자 고혈압 한방으로 다스리기

홈페이지에서 보기

```

```

- 합병증의 공장 당뇨 한방으로 다스리기

홈페이지에서 보기

```

```

- 사상체질로 알아보는 건강비법

홈페이지에서 보기

```

```